# Sanctuaire italique de Schiavi di Abruzzo
Le Sanctuaire italique de Schiavi di Abruzzo est un site archéologique situé sur le territoire communal de Schiavi di Abruzzo, province de Chieti dans les Abruzzes,.

## Historique
Il s'agit d'un sanctuaire samnite du IIe siècle av. J.-C. situé à Colle della Torre, dans la commune de Schiavi di Abruzzo. Le premier aménagement de l'espace sacré remonte au début du IIe siècle av. J.-C. (grand temple et mur de terrasse). Le sanctuaire fut agrandi au début du Ier siècle av. J.-C. d'un deuxième temple. Son utilisation, bien que sporadique, est attestée jusqu'au IVe siècle et des céramiques ont été retrouvées qui attestent de son utilisation jusqu'au Moyen Âge. Au XIVe siècle, un éboulement marqua son abandon définitif.
En 1955, une nécropole avec des tombes de capucins (Tomba alla cappuccina (it)) a été trouvée à proximité et en 1997 une autre a été trouvée avec des tombes à fosse datant d'entre les IXe et VIe siècles av. J.-C., les sépultures étant ensuite détruites par des tombes à incinération des IIe et Ier siècles av. J.-C.

## Description
Le sanctuaire est érigé sur une terrasse soutenue par un mur enopus siliceum et en opus quadratum  du côté ouest. Sur la terrasse fut construit un premier temple plus grand (21 × 11 m), avec quatre colonnes de pierre en façade et équipé d'un podium, accessible depuis l'escalier d'entrée. La frise du temple était recouverte de dalles en terre cuite, trouvées lors des fouilles. Par la suite, un deuxième temple plus petit (13,30 × 7,40 m) y fut construit, sans podium, devant lequel se trouvait un autel. La cella conserve le sol en opus signinum décoré de carreaux de mosaïque blancs. Dans le temple mineur, une offrande votive avec des matériaux datant d'entre les IIIe et IIe siècles av. J.-C. a été trouvée en 1971.